# Florence Montgomery
Florence Montgomery (Londra, 17 gennaio 1843 – Londra, 8 ottobre 1923) è stata una scrittrice britannica.

## Biografia
Nata a Chelsea, Londra il 17 gennaio 1843, fu seconda dei sette figli dell'ammiraglio Alexander Leslie Montgomery. Suo padre era anche un parlamentare che riuscì a conseguire il titolo di baronetto nel 1878. Il padre era un cugino della baronessa von Tautphoeus (1807-1893), nota come scrittrice.
Scrisse numerosi libri per ragazzi, ma è nota soprattutto per il romanzo Incompreso (Misunderstood, 1869), tradotto e diffuso in tutto il mondo: storia di un bambino costretto a soffocare i suoi slanci dagli adulti incapaci di capirlo, il libro rivela notevole acume psicologico. Nel 1966 Luigi Comencini ne ha tratto un film, ambientato a Firenze presentato in concorso al Festival di Cannes 1967. Nel 2002 Enrico Oldoini ha trasportato gli avvenimenti a metà degli anni cinquanta.
Montgomery ha operato una distinzione tra le sue storie per i bambini e le sue storie di bambini, che erano destinate a un pubblico adulto per portarli a riconoscere meriti dei bambini. 

## Opere
- A Very Simple Story (1866)
- Peggy and Other Tales (1868)
- Incompreso (Misunderstood) (1869)
- Thrown Together (1872)
- Thwarted (1873)
- Wild Mike and his Victim (1874)
- Seaforth (1878)
- The Blue Veil (1883)
- Transformed (1886)
- The Fisherman's Daughter (1888)
- Colonel Norton (1895)
- Tony (1897)
- Prejudged (1900)
- An Unshared Secret and Other Stories (1903)
- Cats and Kitts (1910)
- Behind the Scenes in a Schoolroom (1914)

### In italiano
Incompreso Edizioni Mursia p. 152 ISBN pt888422529729